# Evan Jones (attore)
Evan Jones, alternativamente chiamato Dean Bukowski (Austin, 1º aprile 1976), è un attore statunitense.

## Biografia
Jones è nato ad Austin, in Texas e ha trascorso i suoi anni formativi a College Station, in Texas. Ha vissuto nella Carolina del Sud per un po' di tempo e, quando era uno studente universitario, ha recitato in diverse commedie nella sua scuola. Si è trasferito a Los Angeles nella speranza di ottenere migliori lavori di recitazione e ne è uscito con successo, avendo rubato ruoli in spot televisivi e spettacoli.
Evan Jones ha fatto il suo debutto nel film per la TV On the Line, presentato per la prima volta nel 1998. Questo è stato seguito da ruoli minori in diverse serie televisive, come quelle in Pacific Blue, Felicity e Walker Texas Ranger. Ha doppiato diversi personaggi della serie animata Dragon Ball Z, prima di ottenere posti come ospite in The District e E.R.. In seguito ha ottenuto un ruolo ricorrente in Going to California, e presto è apparso nella serie The Guardian. Nel 2002 è stato scelto per il film horror Wishcraft, a cui è seguito uno dei suoi ruoli principali nel business. Jones ha ottenuto la parte di Cheddar Bob nel film di Eminem 8 Mile. Jones è stato poi visto in un episodio di Joan of Arcadia, così come nel film per la televisione The Book of Ruth.
Nel 2004 ha lavorato ai film Mr. 3000, con Bernie Mac, e in Last Shot con Alec Baldwin, Matthew Broderick, Tony Shalhoub e Calista Flockhart. L'anno successivo, Jones divenne ancora più noto per aver interpretato Pfc. Dave Fowler nel film Jarhead, con Jake Gyllenhaal e Jamie Foxx. Il suo progetto successivo è stato quello di interpretare il ruolo dell'allenatore di basket Moe Iba nel film Glory Road. Dal 2007 al 2008, Jones si è unito al cast della serie drammatica della ABC October Road, ottenendo il ruolo di Ikey. Altri film in cui l'attore è apparso includono il dramma di guerra L'alba della libertà, diretto da Werner Herzog, così come il film romantico Le regole del gioco, diretto da Curtis Hanson.

## Filmografia

### Cinema
- The Distraction, regia di Greg Tennant (1999)
- Going Greek, regia di Justin Zackham (2001)
- Wishcraft, regia di Danny Graves e Richard Wenk (2002)
- 8 Mile, regia di Curtis Hanson (2002)
- Carnival Sun, regia di Peter J. Nieves – cortometraggio (2003)
- Mr. 3000, regia di Charles Stone III (2004)
- Last Shot (The Last Shot), regia di Jeff Nathanson (2004)
- Jarhead, regia di Sam Mendes (2005)
- Glory Road, regia di James Gartner (2006)
- L'alba della libertà (Rescue Dawn), regia di Werner Herzog (2006)
- Le regole del gioco (Lucky You), regia di Curtis Hanson (2007)
- Gordon Glass, regia di Omar Benson Miller (2007)
- Touching Home, regia di Logan Miller e Noah Miller (2008)
- The Express, regia di Gary Fleder (2008)
- Pants on Fire, regia di Colin Campbell (2008)
- Codice Genesi (The Book of Eli), regia dei fratelli Hughes (2010)
- The Dry Land, regia di Ryan Piers Williams (2010)
- Riflessi di paura 2 (Mirrors 2), regia di Víctor García (2010)
- Answer This!, regia di Christopher Farah (2011)
- Gangster Squad, regia di Ruben Fleischer (2013)
- Un milione di modi per morire nel West (A Million Ways to Die in the West), regia di Seth MacFarlane (2014)
- The Homesman, regia di Tommy Lee Jones (2014)
- Guardiani della Galassia Vol. 2 (Guardians of the Galaxy Vol. 2), regia di James Gunn (2017)
- La fratellanza (Shot Caller), regia di Ric Roman Waugh (2017)
- Nella tana dei lupi (Den of Thieves), regia di Christian Gudegast (2018)
- Hotel Artemis, regia di Drew Pearce (2018)

### Televisione
- On the Line, regia di Elodie Keene – film TV (1997)
- Pacific Blue – serie TV, episodio 3x19 (1998)
- Felicity – serie TV, episodio 1x07 (1998)
- Walker Texas Ranger (Walker, Texas Ranger) – serie TV, episodio 7x14 (1999)
- Beyond Belief: Fact or Fiction – serie TV, episodio 3x11 (1999)
- Più forte ragazzi (Martial Law) – serie TV, episodio 2x02 (1999)
- G vs E – serie TV, episodio 1x10 (1999)
- Nash Bridges – serie TV, episodio 5x10 (1999)
- The Others – serie TV, episodio 1x03 (2000)
- The District – serie TV, episodio 1x09 (2000)
- E.R. - Medici in prima linea (ER) – serie TV, episodio 8x02 (2001)
- The Guardian – serie TV, episodio 1x07 (2001)
- Going to California – serie TV, 4 episodi (2001)
- Joan of Arcadia – serie TV, episodio 1x10 (2003)
- The Book of Ruth, regia di Bill Eagles – film TV (2004)
- October Road – serie TV, 19 episodi (2007-2008)
- Dr. House - Medical Division (House M.D.) – serie TV, episodio 5x09 (2008)
- Dark Blue – serie TV, episodio 1x08 (2009)
- CSI: NY – serie TV, episodio 6x02 (2009)
- Miracolo d'amore (Healing Hands), regia di Bradford May – film TV (2010)
- Detroit 1-8-7 – serie TV, episodio 1x03 (2010)
- Hawaii Five-0 – serie TV, episodio 1x20 (2011)
- Brothers & Sisters - Segreti di famiglia (Brothers & Sisters) – serie TV, episodi 5x11-5x16-5x19 (2011)
- Criminal Minds – serie TV, episodi 7x23-7x24 (2012)
- Perception – serie TV, episodio 2x01 (2013)
- Houdini, regia di Uli Edel – miniserie TV (2014)
- Backstrom – serie TV, episodio 1x01 (2015)
- Graceland – serie TV, episodi 3x03-3x04 (2015)
- CSI: Cyber – serie TV, episodi 2x08-2x15 (2015-2016)
- Santa Clarita Diet – serie TV, episodio 1x06 (2017)
- Midnight, Texas – serie TV, episodi 1x02-1x05 (2017)
- Legends of Tomorrow (DC's Legends of Tomorrow) – serie TV, episodio 3x07 (2017)
- Titans – serie TV, episodio 2x10 (2019)
- Next – serie TV, 2 episodi (2020)

## Doppiatori italiani
Nelle versioni in italiano delle opere in cui ha recitato, Evan Jones è stato doppiato da:
- Fabrizio Vidale in 8 Mile, Houdini
- Daniele Raffaeli in Hotel Artemis, Next
- Marco Vivio in Jarhead
- Fabrizio Manfredi in Glory Road
- Alessandro Budroni in Dr. House - Medical Division
- Fabio Boccanera in Codice Genesi
- Gianluca Musiu in Hawaii Five-0
- Simone Crisari in Criminal Minds
- Edoardo Stoppacciaro in Perception
- Christian Iansante in Gangster Squad
- Corrado Conforti ne La fratellanza
- Andrea Lavagnino in Nella tana dei lupi
- Roberto Certomà in Titans